# Petrovo Brdo
Petrovo Brdo este o localitate din comuna Tolmin, Slovenia, cu o populație de 126 de locuitori.